# Crinipellis
Crinipellis Pat. (rzęsostopek) – rodzaj grzybów z rodziny twardzioszkowatych (Marasmiaceae).

## Systematyka i nazewnictwo
Pozycja w klasyfikacji: Marasmiaceae, Agaricales, Agaricomycetidae, Agaricomycetes, Agaricomycotina, Basidiomycota, Fungi (według Index Fungorum).
Takson utworzył Narcisse Théophile Patouillard w 1889 r. Polską nazwę zaproponował Władysław Wojewoda w 2003 r.
Gatunki występujące w Polsce:
- Crinipellis corticalis (Desm.) Singer & Clémençon 1973 – rzęsostopek korowy
- Crinipellis scabella (Alb. & Schwein.) Murrill 1915 – rzęsostopek źdźbłowy

Nazwy naukowe na podstawie Index Fungorum. Wykaz gatunków i nazwy polskie według Władysława Wojewody.
Niektóre inne:
- Crinipellis sardoa Candusso 1986 – rzęsostopek krępy[4]
- Crinipellis subtomentosa (Peck) Singer 1943 – rzęsostopek blady[4]
- Crinipellis tomentosa (Quél.) Singer 1943 – rzęsostopek szaroliliowy[4]